# Kaylee Bryant
Kaylee Marie Kaneshiro (Florida, 1º novembre 1997) è un'attrice statunitense.

## Biografia
Kaylee Kaneshiro è cresciuta in South Carolina; per via della sua carriera da modella e attrice iniziata già in tenera età, Bryant ha studiato da casa fino ai 15 anni, entrando così al suo terzo anno di scuola superiore. L'attrice ha origini Okinawensi da parte del nonno paterno e parla giapponese da quando era piccola.

## Carriera
Kaneshiro ha iniziato la sua carriera come modella all'età di 7 anni sfilando per brand di abbigliamento come Ralph Lauren. All'età di 8 anni ha iniziato a recitare e ha partecipato al teatro per bambini. È apparsa in programmi televisivi come American Horror Story, Santa Clarita Diet, The Real O'Neals, e Kickin' It - A colpi di karate e tanti altri. Il suo primo ruolo da protagonista è stato nel film del 2014 Mary Loss of Soul. Nel 2018 è stata scritturata in Legacies, serie televisiva della The CW per uno dei ruoli principali, Josie Saltzman.

## Filmografia

### Cinema
- Mary Loss of Soul, regia di Jennifer B. White (2014)
- Gravidanze pericolose (Double Daddy), regia di Lee Friedlander (2015)

### Televisione
- American Horror Story – serie TV, episodio 1x04 (2011)
- Body of Proof – serie TV, episodio 2x16 (2012)
- Kickin' It - A colpi di karate (Kickin' It) – serie TV, episodi 1x20-3x11-4x08 (2012-2014)
- Dog with a Blog – serie TV, episodi 1x08-1x13 (2013)
- A.N.T. Farm - Accademia Nuovi Talenti (A.N.T. Farm) – serie TV, episodio 3x05 (2013)
- Suburgatory – serie TV, episodio 3x06 (2014)
- Newsreaders – serie TV, episodio 2x09 (2015)
- Backstrom – serie TV, episodio 1x05 (2015)
- Chasing Life – serie TV, episodi 2x04-2x11 (2015)
- The Real O'Neals – serie TV, episodi 1x04-1x09-1x13 (2016)
- Criminal Minds – serie TV, episodio 12x05 (2016)
- What Goes Around Comes Around, regia di Tim Story – film TV (2016)
- Speechless – serie TV, episodio 2x09 (2017)
- Santa Clarita Diet – serie TV, episodi 4 episodi (2017-2018)
- Legacies – serie TV, 55 episodi (2018-2022)

## Doppiatrici italiane
Nelle versioni in italiano delle opere in cui ha recitato, Kaylee Bryant è stata doppiata da:
- Margherita De Risi in Legacies